# Великий згін
Великий згін — насильне переселення (депортація) мешканців Правобережжя на Лівобережну Україну організоване гетьманом Іваном Самойловичем у 1678–1679 роках
Самойлович, як і усі наступники Хмельницького, намагався підкорити козацьку Україну силою, маючи за союзників московські війська. Однією з цілей згону було виснажити своїх противників та позбавити їх підданих. Проте приєднати Правобережжя Іван Самойлович не зміг, оскільки в боротьбі за нього стикалися інтереси Речі Посполитої, Московської держави й Османської імперії.
У той же час в період Руїни (1660-1680-ті роки) з Правобережжя на Лівобережжя відбувались більш або менш масові добровільні переселення; особливо масові сталися 1674 і 1675 роках, коли людність тікала на схід від війська Речі Посполитої та союзної Дорошенку османсько-кримськотатарської армії.

## Передумови
У 1674–1678 роках Правобережна Україна була ареною боротьби між Османською Імперією та Московським царством за участю українського козацтва. Це вилилося у активні військові дії, відомі як Чигиринські походи.
У січні 1679 року Юрій Хмельницький з османським загоном і татарською ордою вдерся на Лівобережжя в Переяславський полк. Самойлович відрядив проти нападників Полтавський, Гадяцький, Миргородський і компанійський полки, до них були приєднані московські ратники Григорія Косагова. Як наслідок Юрій Хмельницький змушений був відступити на правий берег Дніпра.
Щоб позбавити Юрія Хмельницького підтримки, а також засобів для утримання османських залог, гетьман Іван Самойлович вдається до жорстокої акції на Правобережжі — знищення сіл та згін населення на лівий берег.
Ці акції стали відомі як Великий згін людності Правобережжя на Гетьманщину, виконаний за наказом московського уряду навесні 1679 року. Операцію виконав Семен Самойлович, син гетьмана Івана Самойловича.

## Акції переселення
Першу спробу організації масового примусового переселення правобережців на Лівобережжя Самойлович учинив у вересні 1678 р., коли канівському полковнику Давиду Пушкаренку було віддано наказ такого змісту: «коли б хто з вами не захотів (йти), того для спільної одностайності силоміць з собою звідти впровадьте сюди до Переяславля».
У жовтні 1678 р. на Правобережжя з аналогічним завданням було вислано переяславського полковника Івана Лисенка, якому дозволялось «агітуючи» місцеве населення до переїзду на лівий берег, спалювати їхні домівки, села й міста на Правобережжі. Але загін Лисенка був нечисельним і серйозних результатів акція не принесла.
Набагато потужніший загін на Лівобережжі було сформовано на початку 1679 р. До його складу увійшли козаки з Київського, Переяславського, Ніжинського і Прилуцького полків, а також сердюки й компанійці гетьманського регіменту та царські ратники й слобідські козаки на чолі з воєводою Косаговим. Загальне керівництво операцією було доручене сину гетьмана, полковнику Семену Самойловичу.
Йдучи на Правобережжя, Самойлович-молодший прихопив і декілька гармат, які виявилися досить доречними при здобутті замку у Ржищеві. Також із боями було захоплено Корсунь, Канів. Трохи менше клопоту Самойловичу створили жителі Драбівки, Мошнів, Жаботина і Черкас. Усі вцілілі фортеці на Правобережжі нищилися, а жителі міст і сіл насильно переселялися на Лівобережжя та Слобожанщину.
Про результати операції гетьман Іван Самойлович доповідав у Москву, в Малоросійський приказ: «все жители ржищевские, каневские, корсуньские, староборские, мошенские, драбовские, белозерские, таганьковские, черкаские на сю сторону согнаны й от неприятеля отстранены, а города й села, й местечки, й деревни их, где прежде жили в тоей стороне, все без остатку выжжены…»
Рештки населення, уцілілого після османсько-татарського нашестя, були зігнані на Лівобережжя з метою не дати утвердитися на Правобережжі залежному від Порти гетьманові Юрію Хмельницькому, щоб у нього не було змоги «мати підданих, з яких він міг набирати собі військову силу і посилати її непокоїти ліву сторону Дніпра»
Було зігнано козаків і посполитих усіх 11 правобережних полків.
То були, вочевидь, такі полки: Черкаський, Канівський, Білоцерківский, Корсунський, Брацлавський, Уманський, Кальницький, Подільський, Паволоцький, Торговицький, Чигиринський. Повний перелік цих назв відомий щодо 1674 року: перші десять з цих полків у березні 1674-го були приведені у підданство Московського царства в Переяславі, а Чигиринський полк у той час йшов за гетьманом Петром Дорошенком
Самойлович запропонував московському уряду поселити вигнанців (близько 20 000 сімей) на Слобожанщині, з метою щоб усі слобожанські полки знаходилися під його керівництвом. Але московська влада не підтримала цю пропозицію.
Гетьману Самойловичу справа розміщення на Лівобережжі зігнаного сюди з Правобережжя населення завдала багато клопоту. Як засвідчив М.Костомаров, ще 1681 року її не було завершено.
Згідно з Бахчисарайським мирним договором 1681 року широка (до 20 км) смуга вздовж Правого берега Дніпра була оголошена нейтральною і мала залишатися незаселеною.

## Подальші згони населення
Значно менш масовий (порівняно з 1679 і 1711–1712 роками) згін з Правобережжя на Лівобережжя був проведений 1704 року, коли, за свідченням його сучасника, польського хроніста Еразма Отвіновського, згідно з обопільною згодою Петра І і короля Речі Посполитої Августа II гетьман Мазепа зганяв з «Брацлавської України» населення «наче бидло».
Зроблено це було для того, щоб покінчити з козацьким «свавіллям» на Правобережжі, яке очолював білоцерківський полковник Семен Палій. Під час цієї акції Семена Палія було заарештовано, а згодом позбавлено полковництва і віддано московській владі.
У 1711–1712 роках за наказом московської влади відбувся другий великий згін населення з Правобережної на Лівобережну Україну.